# Vršič
Przełęcz Vršič (słoweń. Prelaz Vršič, wł. Passo della Moistrocca, niem. Werschetzpass) – przełęcz w Alpach Julijskich, położona na wysokości 1611 m n.p.m. Leży w północno-zachodniej części Słowenii. Przebiegająca przez nią droga łączy Kranjską Gorę na północy z miejscowością Trenta na południu.

## Linki zewnętrzne

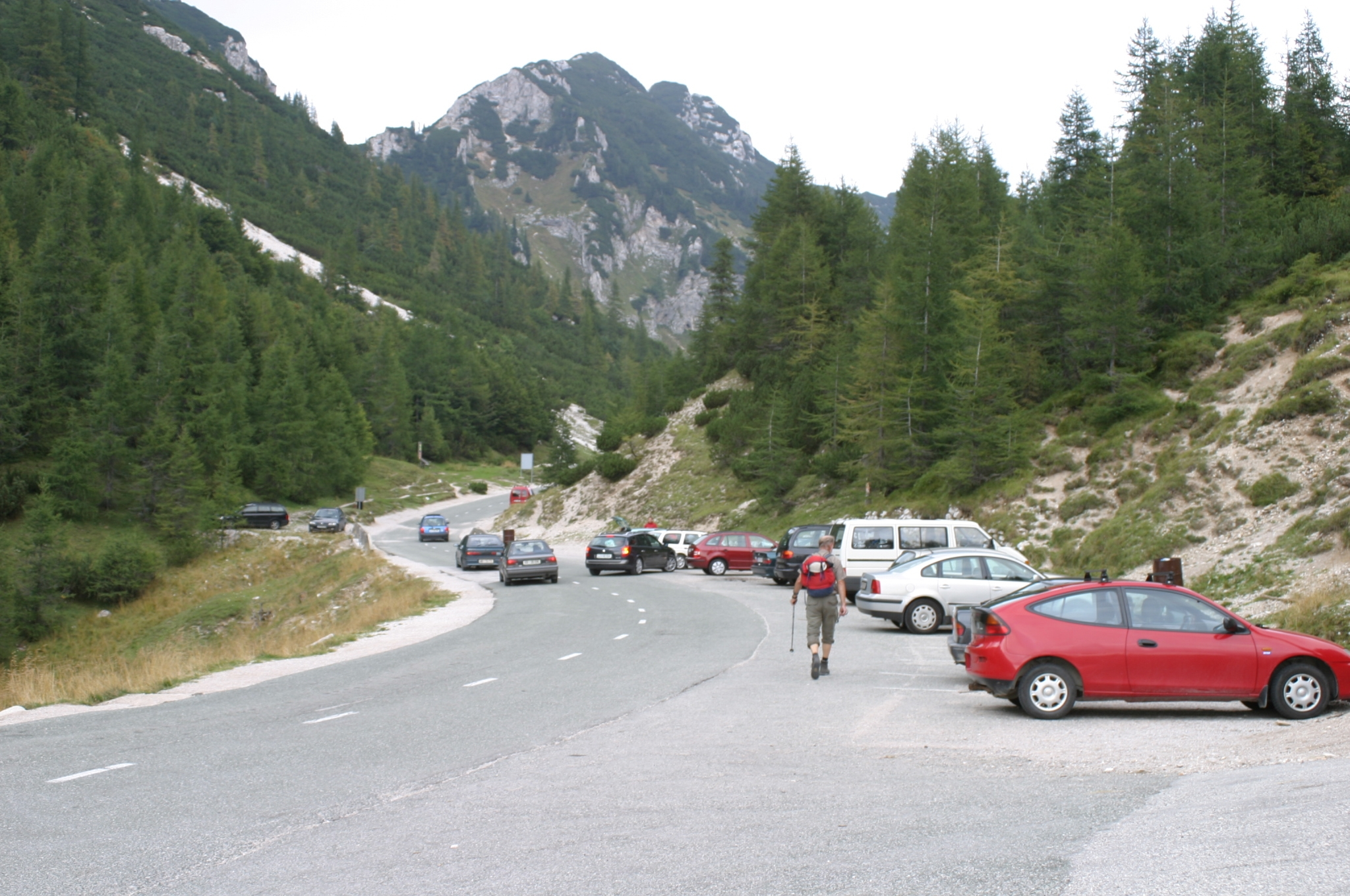
Przełęcz